# جرنیه الطار
جرنیه الطار (به عربی: جرنیة الطار) یک روستا در سوریه است که در ناحیه مرکزی سقیلبیه واقع شده‌است. جرنیه الطار ۱٬۷۸۰ نفر جمعیت دارد.